# Файнхе
Файнхе (умерла около 585) — дева, настоятельница из Россори. Христианская святая, день памяти — 1 января.
Святая Файнхе (Fanchea, Fainche), или Гарб (Garbh), о которой в житии святого Энды, почитающегося основателем ирландского монашества, имеются многочисленные удивительные предания, рано стала монахиней. По преданию, она была уроженкой Клогера. Считается, что она обладала особым даром наставления душ: именно она убедила своего брата, святого Энду, стать монахом. Святая Файнхе была игуменией-основательницей женского монастыря в Россори, Фермане и была похоронена в Килланне.